# 1850 au Nouveau-Brunswick
Chronologie du Nouveau-Brunswick
- 1846
- 1847
- 1848
- 1849
- 1850
- 1851
- 1852
- 1853
- 1854

Cette page concerne des événements survenus en 1850 dans la colonie du Nouveau-Brunswick.

## Événements
- Henri Chubb succède à Robert Duncan Wilmot au poste du maire de Saint-Jean.

## Naissances
- 10 août : William Stewart Loggie, député.
- 27 septembre : William Pugsley, premier ministre et lieutenant-gouverneur du Nouveau-Brunswick.
- 19 novembre : Placide Gaudet, archiviste, enseignant, rédacteur et généalogiste.